# Bernat Nadal i Crespí
Bernat Nadal i Crespí (català: Bernat Nadal Crespí)  (Sóller, 5 d'abril de 1746 - 12 de desembre de 1818) va ser un prelat mallorquí, diputat a les Corts de Cadis i bisbe de Mallorca (1794-1818).

## Biografia
Va cursar estudis de filosofia i es va ordenar sacerdot el 1761. Va guanyar una beca per al Col·legi de Nuestra Señora de la Sapiencia, del qual va ser rector i catedràtic lul·lista. Durant sis anys va ser vicari de l'església de Mancor.
Nadal va ser col·lector de la Colegiata de San Isidro de Madrid, abreviador de la Nunciatura, oficial de la interpretació de llengües de la primera secretaria de l'estat durant quinze anys i canonge d'aquesta església de Palma.
Dominava el grec, hebreu, portuguès, italià, anglès, francès i alemany a més del llatí. A la seva instrucció en teologia, dret canònic i civil, arts i història se sumaven els coneixements de geografia, geometria i àlgebra.
Va morir, el 12 de desembre de 1818, als 72 anys.

## Bisbe de Mallorca
Va ser nomenat bisbe el 20 d'abril del 1794, als 48 anys, i consagrat en la Col·legiata juntament amb el bisbe d'Osma (Sòria). Va arribar a Mallorca a finals d'any i va fer la seva entrada solemne el 4 de febrer següent.
Com a bisbe durant 24 anys va influir molt a la diòcesi de Mallorca. Durant el seu bisbat es va separar de la diòcesi l'illa de Menorca.
Va fundar, el 1809, el Real Colegio de La Pureza a Palma per a noies. El col·legi va caure en decadència després d'una època d'esplendor i l'any 1870, en quedar vídua la Madre Alberta, el bisbe de Mallorca, Miquel Salvà i Munar li demanà que es fes càrrec, com a directora.
Va erigir vuit esglésies i va atendre a la formació d'un nou Catecisme i Ritual.
Va ser el primer bisbe natural de Mallorca que va permetre l'ordenació de xuetes.

## Diputat a les Corts de Cadis
Fou diputat a les Corts de Cadis per Balears. Exercí el càrrec de President de les Corts (24 de setembre del 1811). Va pertànyer a les Comissions sobre:
- «Las Alhajas de las Iglesias» (1 de març de 1811).
- «Restablecimiento del Consejo de la Inquisición» (18 de maig de 1811).
- «Comisión de Honor» (17 de març de 1812).
- «Comisión para recibir a la Regencia del Reino» (29 de maig de 1813).

Com a diputat destaquen algunes de les seves participacions:
- «Las Alhajas de las Iglesias» (3 de maig de 1811).
- «Intervención de la Tesorería» (21 de maig de 1811).
- «Abolición de los Señoríos Territoriales» (21 de juny de 1811)
- «Concilio Nacional» (23 d'agost de 1811).
- «Libertad de imprenta» (15 i 16 d'octubre, com a President).
- «Rebeldía del Cabildo Eclesiástico» (17 de maig de 1813)